# Golfe nos Jogos Olímpicos de Verão de 1900
O golfe foi disputado pela primeira vez em Olimpíadas nos Jogos Olímpicos de Verão de 1900 em Paris, França. Dois eventos foram realizados, um masculino e um feminino.

## Masculino
| Pos. | País                 | Atletas           |
| ---- | -------------------- | ----------------- |
|      | Estados Unidos (USA) | Charles Sands     |
|      | Grã-Bretanha (GBR)   | Walter Rutherford |
|      | Grã-Bretanha (GBR)   | David Robertson   |

O torneio masculino constou de duas rodadas (36 buracos) sendo somado o desempenho em ambas as fases para se chegar ao campeão. A competição realizou-se em 2 de outubro.
| Pos. | Golfista               | Rodada 1     | Rodada 2     | Total |
| ---- | ---------------------- | ------------ | ------------ | ----- |
| 1    | USA Charles Sands      | 82           | 85           | 167   |
| 2    | GBR Walter Rutherford  | desconhecido | desconhecido | 168   |
| 3    | GBR David Robertson    | desconhecido | desconhecido | 175   |
| 4    | USA Frederick Taylor   | desconhecido | desconhecido | 182   |
| 5    | GBR John Daunt         | desconhecido | desconhecido | 184   |
| 6    | GBR George Thorne      | desconhecido | desconhecido | 185   |
| 7    | GBR William Dove       | desconhecido | desconhecido | 186   |
| 8    | USA Albert Lambert     | 94           | 95           | 189   |
| 9    | USA Arthur Lord        | desconhecido | desconhecido | 221   |
| 10   | FRA Pierre Deschamps   | desconhecido | desconhecido | 231   |
| 11   | GRE Alexandros Mercati | desconhecido | desconhecido | 246   |
| 12   | FRA M. van de Wynckélé | desconhecido | desconhecido | 252   |

## Feminino
| Pos. | País                 | Atletas         |
| ---- | -------------------- | --------------- |
|      | Estados Unidos (USA) | Margaret Abbott |
|      | Estados Unidos (USA) | Polly Whittier  |
|      | Estados Unidos (USA) | Daria Pratt     |

O torneio feminino disputou-se em fase única (9 buracos) em 3 de outubro.
| Pos. | Golfista                          | Placar |
| ---- | --------------------------------- | ------ |
| 1    | USA Margaret Abbott               | 47     |
| 2    | USA Polly Whittier                | 49     |
| 3    | USA Daria Pratt                   | 53     |
| 4    | FRA Froment-Meurice               | 56     |
| 5    | USA Ellen Ridgway                 | 57     |
| 6    | FRA Madeleine Fournier-Starvolèze | 58     |
| 7    | USA Mary Abbott                   | 65     |
| 7    | FRA Lucile Fain                   | 65     |
| 9    | FRA Rose Gelbert                  | 76     |
| 10   | FRA A. Brun                       | 80     |

## Quadro de medalhas do golfe
| Ordem | País               | Medalha de ouro | Medalha de prata | Medalha de bronze | Total |
| ----- | ------------------ | --------------- | ---------------- | ----------------- | ----- |
| 1     | USA Estados Unidos | 2               | 1                | 1                 | 4     |
| 2     | GBR Grã-Bretanha   | 0               | 1                | 1                 | 2     |